# Station Fjällåsen
Station Fjällåsen is een spoorwegstation in de Zweedse plaats Fjällåsen. Het station ligt aan de Malmbanan. Op het station stopt dagelijks één trein per richting van Norrtåg.
Op dit station wordt alleen gestopt op verzoek. Bij het instappen is de passagier zelf verantwoordelijk voor het attenderen van de machinist op aanwezigheid.

## Verbindingen
| Serie | Treinsoort                           | Route                                                                              | Bijzonderheden                               |
| ----- | ------------------------------------ | ---------------------------------------------------------------------------------- | -------------------------------------------- |
| 30    | Intercity / Stoptrein (SJ / Norrtåg) | Luleå – Boden – Gällivare – Fjällåsen – Kiruna – Björkliden – Riksgränsen – Narvik | Stopt op sommige stations alleen op verzoek. |